# Phtheirichthys
Phtheirichthys is een monotypisch geslacht van straalvinnige vissen uit de familie van remoras of zuigbaarzen (Echeneidae). Het geslacht is voor het eerst wetenschappelijk beschreven in 1863 door Gill.

## Soort
- Phtheirichthys lineatus (Menzies, 1791)